# Thế giới Hồi giáo
Thế giới Hồi giáo thường dùng để chỉ cộng đồng Hồi giáo (Ummah), bao gồm tất cả những người theo tôn giáo Hồi giáo, hoặc nói đến các xã hội nơi Hồi giáo được thực hành. Theo nghĩa địa chính trị hiện đại, các thuật ngữ này đề cập đến các quốc gia nơi Hồi giáo có mặt rộng rãi, mặc dù không có tiêu chí nào được thống nhất để đưa vào.   Thuật ngữ các quốc gia đa số theo Hồi giáo là một từ thay thế thường được sử dụng cho nghĩa thứ hai.
Lịch sử của thế giới Hồi giáo kéo dài khoảng 1400 năm và bao gồm nhiều sự phát triển chính trị - xã hội, cũng như những tiến bộ về nghệ thuật, khoa học, triết học và công nghệ, đặc biệt là trong Thời kỳ hoàng kim của Hồi giáo. Tất cả người Hồi giáo tìm kiếm hướng dẫn từ Kinh Qur'an và tin vào sứ mệnh tiên tri của Muhammad, nhưng những bất đồng về các vấn đề khác đã dẫn đến sự xuất hiện của các trường phái và tôn giáo khác nhau trong Hồi giáo. Trong kỷ nguyên hiện đại, hầu hết thế giới Hồi giáo đều chịu ảnh hưởng hoặc sự thống trị của thực dân các cường quốc châu Âu. Các quốc gia nổi lên trong thời kỳ hậu thuộc địa đã áp dụng một loạt các mô hình chính trị và kinh tế, và họ đã bị ảnh hưởng bởi các xu hướng thế tục và cũng như tôn giáo.
Tính đến  năm 2013, GDP tổng hợp (danh nghĩa) của 49 quốc gia đa số Hồi giáo là 5,7 nghìn tỷ USD, Tính đến  năm 2016, họ đã đóng góp 8% trên tổng số GDP thế giới. Tính đến 2015, 1,8 tỷ hay khoảng 24,1% dân số thế giới là người Hồi giáo. Theo tỷ lệ phần trăm của tổng dân số trong một khu vực tự coi mình là người Hồi giáo, 91% người Hồi giáo định cư tại Trung Đông-Bắc Phi (MENA), 89% ở Trung Á, 40% ở Đông Nam Á, 31% ở Nam Á, 30% in châu Phi hạ Sahara, 25% ở châu Á–châu Đại Dương, khoảng 6% ở châu Âu, và 1% ở châu Mỹ.